# المنصورة (صباح)

تعديل مصدري - تعديل

المنصورة هي إحدى قرى عزلة صباح بمديرية صباح التابعة لمحافظة البيضاء، بلغ تعداد سكانها 723 نسمة حسب تعداد اليمن لعام 2004.